# Buddhizmus Szlovéniában
A buddhizmus Szlovéniában kisebbségi vallásnak számít, ahol a magát buddhistának vallók száma 1000, amely a teljes lakosság mintegy fél százaléka. Ez a szám azonban nem hivatalos, csupán becslés, ugyanis a legutolsó névszámlálás nem tért ki kifejezetten a buddhizmusra. Szlovéniában a buddhizmus államilag elfogadott hivatalos vallásnak számít.
Míg Ázsiában, a hagyományosan buddhista országokban valamelyik buddhista irányzat domináns a többivel szemben, addig Nyugaton a buddhizmust a változatosság és a sokszínűség jellemzi. Európában egy országon belül, sőt, akár egy városon belül is gyakorta több buddhista irányzat és iskola is jelen van. Ugyanez vonatkozik jelenleg Szlovéniára is. Szlovéniában is jelen van a théraváda, a mahájána és a vadzsrajána buddhizmus egyaránt.
Szlovéniában a vallásügyekben illetékes hatóság a Szlovén Köztársaság Vallásközösségért Felelős Kormányhivatal. A jelenlegi vallási törvények 2007-ben születtek.

## Buddhista szervezetek
Buddhista vallásközösségek registered to the Office for Religious Communities of the Government of Slovenia include:
- Dharmaling Buddhista Közösség - 2003-ban regisztrálták. Ez a szervezet szintén aktív Magyarországon, Ausztriában, Oroszországban, Romániában, Franciaországban és Indiában. A csoport rezidens lámája, aki elismert tulku, Shenphen Rinpocse.
- Szamanadipa erdei remetelak - 2016-ban alapították. Ez a csoport a thai erdei hagyományhoz tartozik. Rezidens szerzetesük Acsan Hiriko.

2008. július 4-én egyezmény született a Dharmaling és a Szlovén állam között. Ez volt az első egyezmény, amelyet buddhista szervezet kötött az országban.
- Buddha-Dharma - 1995-ben regisztrálták.

További szervezetek Szlovéniában:
- Sambhala - Ljubljana
- Jese Khorlo csoport (nyingma, tibeti buddhizmus)
- Phowa csoport
- Theravada Buddhism Bhavana Szövetsége
- Szlovén Buddhista Szövetség Madjamika ("Slovensko budistično društvo Madyamika, Srednja pot")[4]
- Zen csoport